# Eucorys
Eucorys is een geslacht van weekdieren uit de klasse van de Gastropoda (slakken).

## Soorten
- Eucorys barbouri (Clench & Aguayo, 1939)
- Eucorys bartschi (Rehder, 1943)